# Compagnie générale de traction
Ne doit pas être confondu avec Compagnie générale de traction sur les voies navigables.

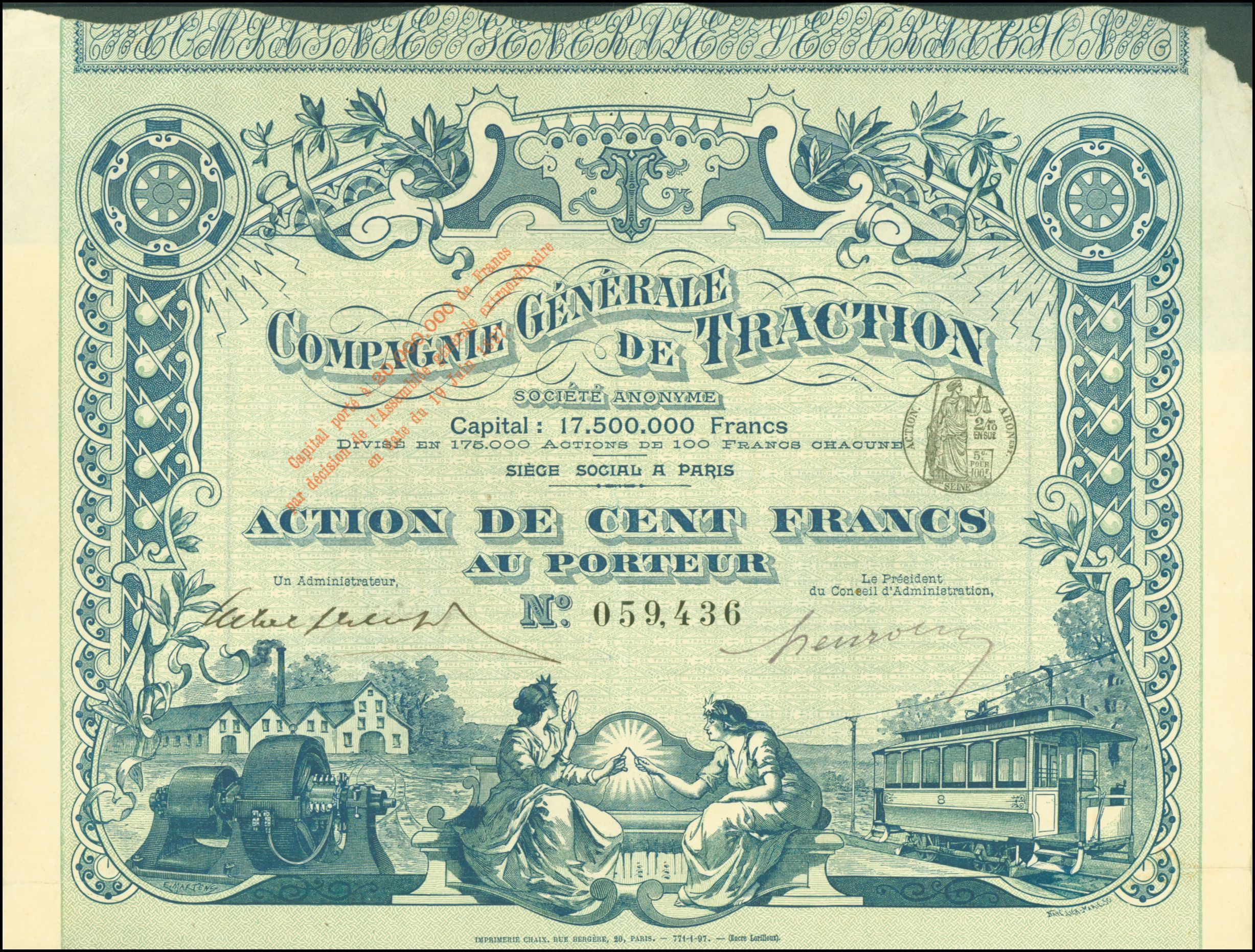
Action de la Compagnie générale de traction en date du 19 juin 1897

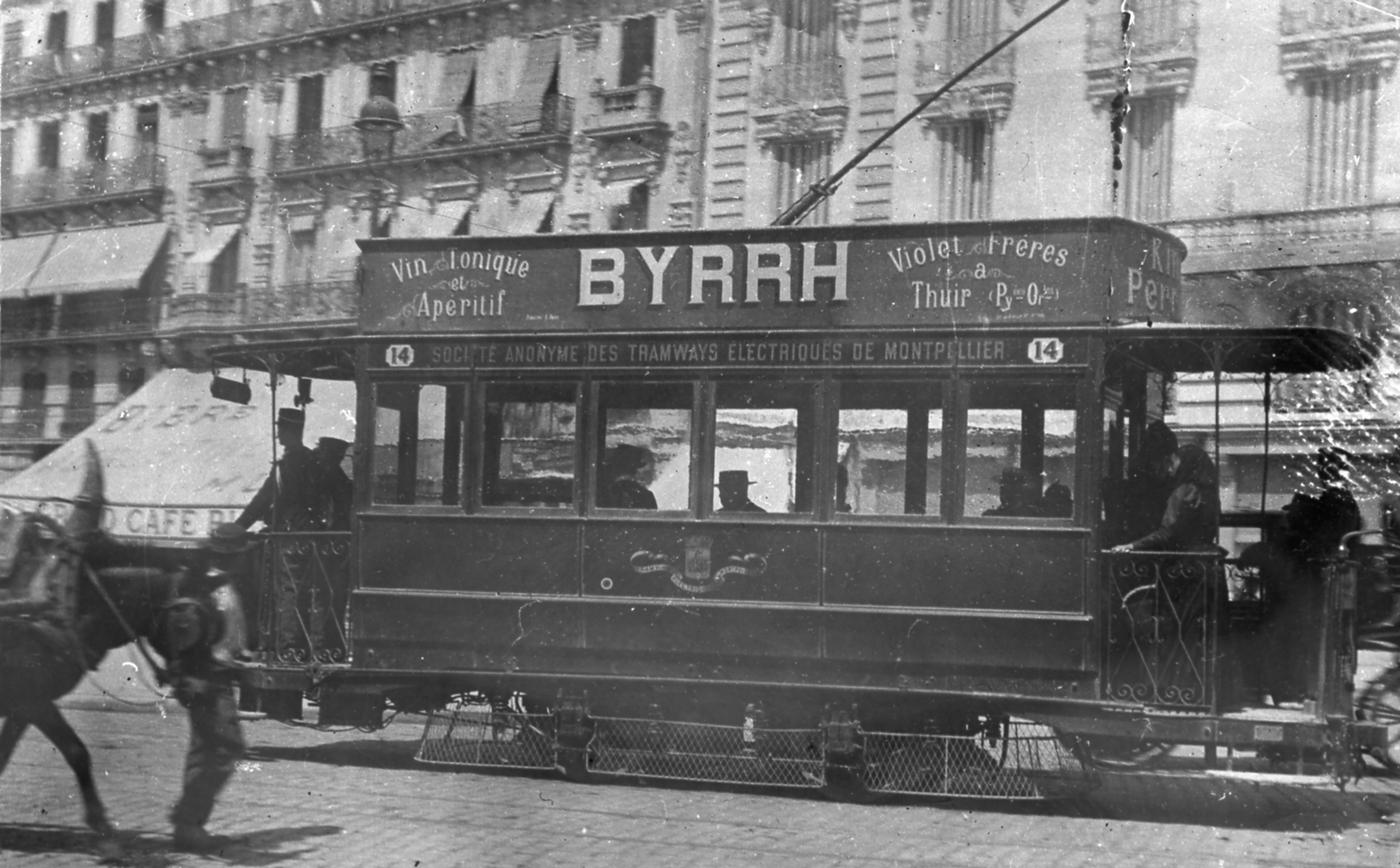
Tramway de Montpellier

La Compagnie générale de traction est une ancienne compagnie exploitant des réseaux de tramway.

## Histoire
La compagnie est fondée le 7 janvier 1897 par le belge baron Édouard Louis Joseph Empain, avec un capital de 15 millions de francs. Elle fournit des équipements électriques pour les réseaux de tramways et participe à leur exploitation. Son siège est établi 24 boulevard des Capucins à Paris. Fondée pour 5 ans, elle disparaît en 1902.
Trois groupes bancaires ont participé à sa fondation,:
- la banque Henrotte et la banque internationale de Paris,
- la banque belge Nagelmackers,
- la banque anglaise Exploration Company Limited de Londres.

## Réseaux équipés par la compagnie
- Tramway Enghien - Montmorency
- Tramway de Montpellier
- Tramway d'Épinal
- Tramway de Charleville-Mézières[6]
- Tramway de Sedan
- Fourvière Ouest-Lyonnais
- Tramway de Caen[7]
- Tramway d'Eu-Le Tréport-Mers
- Tramway de Rouen
- Compagnie des tramways de l'ouest parisien
- Compagnie des tramways électriques de Vanves à Paris et extensions
- Compagnie électrique des tramways de la rive gauche de Paris
- Compagnie du chemin de fer métropolitain de Paris[8] (CMP) en association avec les  établissements Schneider du Creusot.